# Carlos Narea
Carlos Enrique Narea Schrebler (* 1953 in Antofagasta) ist ein chilenisch-spanischer Musiker und Musikproduzent.
Der Sohn von Myriam von Schrebler gründete 1971 seine erste professionelle Band TIZA mit Roberto Espinosa, seiner Schwester Paula Narea und seiner Cousine Claudia Vidal. Letztere schieden nach kurzer Zeit wieder aus und wurden durch Luchita Sousa und Michele Astaburuaga ersetzt. In dieser Besetzung nahm die Gruppe 1972 ihr erstes Album und 1973 bei Discos Columbia in Spanien ihr zweites Album auf. Ende 1973 wurde die Band aufgelöst und Narea gründete mit Tato Gomez, Mario Argandoña und Carlos Eduardo de los Reyes Santiago.
Die Band erhielt einen Vertrag bei dem von BASF betriebenen Label in Deutschland und nahm in Köln zwei LPs auf. 1976 verließ Narea Santiago und wurde in Madrid Assistent von Alfredo Garrido, dem künstlerischen Direktor von Fonogram. Von 1977 bis 1980 war er künstlerischer Leiter von Polydor. Seitdem ist er als Plattenproduzent und Konzertveranstalter tätig. Narea ist Gesellschafter der Sociedad General de Autores de España (SGAE) und der Sociedad de Artistas, Interpretes o Ejecutantes (AIE), Präsident der Asociación de Productores Artísticos Independientes (APAI) und Mitglied des Management Board der European Sound Directors Association (ESDA). 2009 wurde er als Bester Produzent mit dem Premio de la Academia de la Música ausgezeichnet.